# Обыкновенная майна

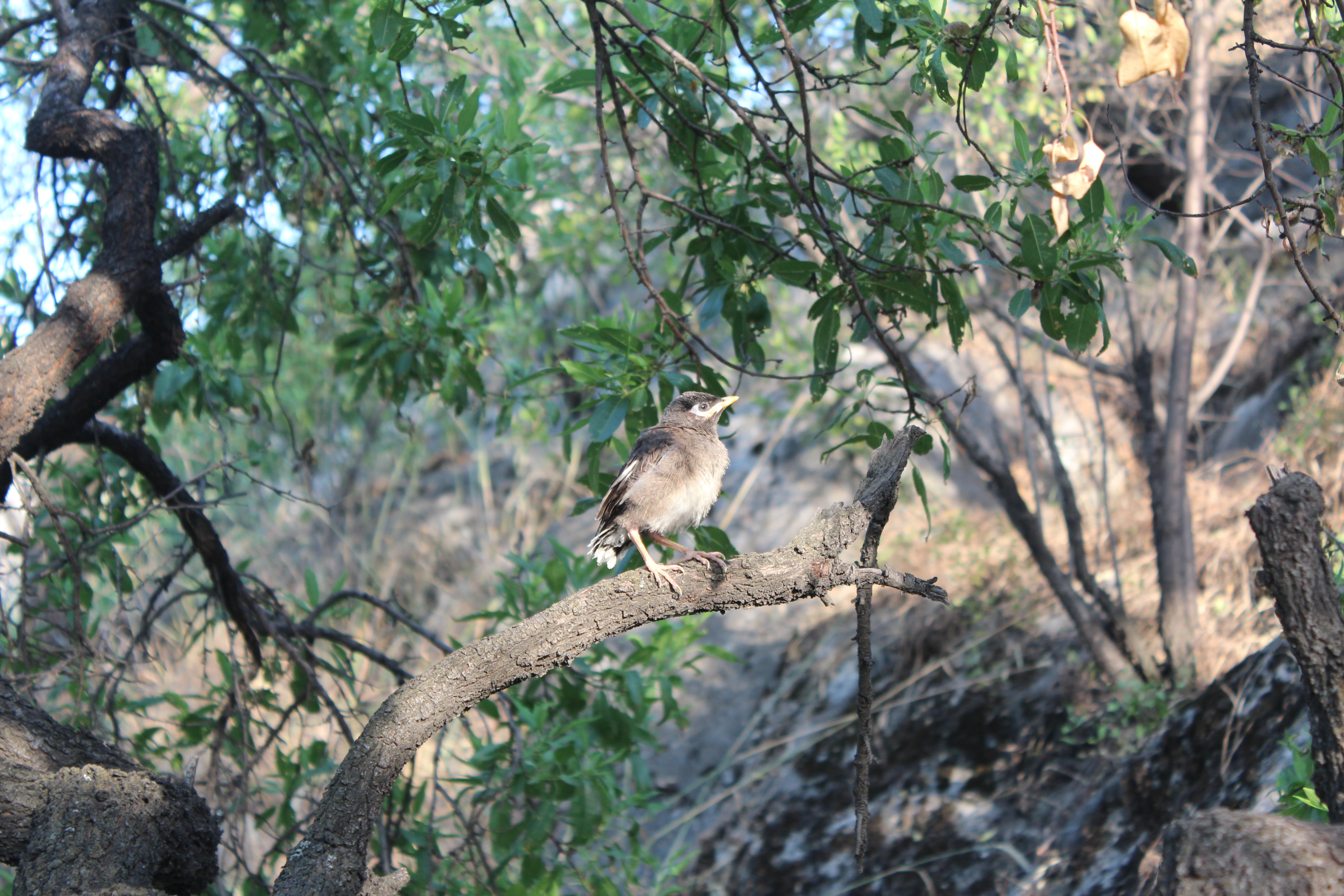
Слёток майны на горе Сулайман-Тоо, Ош, Кыргызстан

Обыкнове́нная ма́йна, или саранчо́вый скворе́ц (лат. Acridotheres tristis), — вид птиц семейства скворцовых. Выделяют два подвида.

## Описание
Обыкновенная майна достигает длины 23—28 см и массы 110—150 г, размах крыльев — 42—47 см. Оперение тела и крыльев от тёмно-коричневого до чёрного цвета с большими белыми участками маховых перьев, явно видимыми в полёте. Голова и горло тёмно-серые. Оголённая кожа вокруг глаз и на ногах — ярко-жёлтого цвета.

## Распространение
Основное место обитания — тропические районы Южной Азии от Афганистана до Индии и Шри-Ланки. В настоящее время миграции птиц встречаются в Юго-Восточной Азии. Были завезены и широко распространились и в Южной Африке, Израиле, на Гавайях, в Северной Америке (особенно в южной части — Флориде), в Австралии (где стала одним из самых агрессивных вредителей и ненавистных птиц), в Новой Зеландии. В течение XX века её ареал распространился на регионы Средней Азии, где на глазах одного человеческого поколения из экзотической майна стала одной из самых распространённых птиц.
Селится на открытых территориях лесистой местности, в районах культивируемых территорий и близ жилья человека.
В 1772 году был осуществлён первый успешный опыт интродукции биологического вида для уничтожения вредителя. На остров Маврикий в Индийском океане была завезена майна из Индии для борьбы с красной саранчой (Nomadacris septemfasciata Serville) — одним из опаснейших вредителей сахарного тростника. Эта работа на целое столетие опередила своё время, когда интродукция и акклиматизация полезных форм организмов была поставлена на серьёзную научную основу.

## Вред и борьба
Стаи майн вредят плантациям плодовых растений — винограда, абрикоса, яблони, груши, клубники, инжира, крыжовника. Часто поселяются в городах, строят гнёзда в водосточных трубах. Переносчики клещей, вшей, паразитических ленточных и круглых червей, а также птичьей малярии.
В начале XXI века президент Узбекистана объявил в своей стране кампанию по истреблению майн — по его мнению, вредных птиц. Однако по состоянию на 2013 год отстрел майн признан безрезультатным и бесперспективным.
Майны считаются основной причиной вытеснения в горные районы раротонгского аплониса на острове Раротонга, могут изгонять из мест гнездования маврикийских кольчатых попугаев. Во Французской Полинезии известны случаи поедания майнами маркизских ошейниковых зимородков.
Предпринимались попытки отлавливания майн, однако они могут быть эффективны только в случае небольших популяций птиц. При отсутствии иных видов могут использоваться авициды, например старлицид (3-хлор-паратолуидин).

## Питание
Питаются насекомыми и фруктами, отходами человеческого стола. Приносят большую пользу, уничтожая саранчу и кузнечиков, отчего этот род и получил латинское название Acridotheres, «охотник на кузнечиков», за которыми он постоянно мигрирует. В год, с учётом выкармливания птенцов, майна съедает 150 тысяч насекомых.

## Размножение

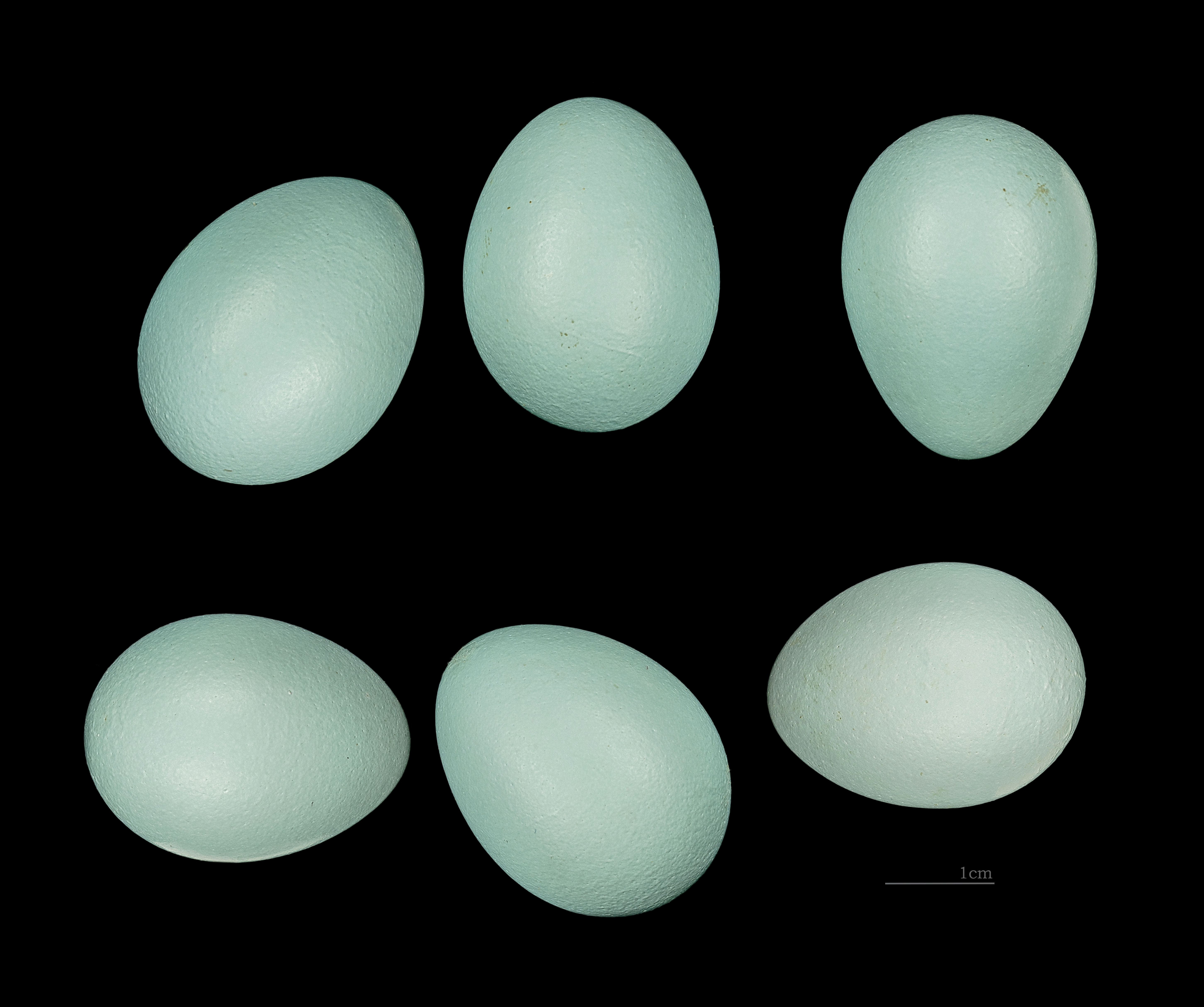
Acridotheres tristis

В сезон гнездования майны агрессивны и прогоняют даже другие виды птиц от мест кормления и гнездования. Птицы строят массивное чашеобразное гнездо из травы, корней и ветвей в пустотах или дуплах деревьев или полостях стен. В кладке от 2 до 5 яиц, высиживают которую оба родителя примерно 2 недели. Молодые птицы становятся самостоятельными через 4—5 недель, однако ещё в течение некоторого времени их кормят родительские птицы.

## Содержание
Майна — прекрасный пересмешник. Во время пения подражает карканью, крику, щебетанию, щелчкам и свисту, скрипу и т. д. Быстро приручаются и очень популярны в качестве домашних животных при содержании в клетках. Прекрасно поют и могут «говорить». Степень воспроизведения человеческой речи на уровне серого попугая жако.